# SU-100Y
Le SU-100Y est un prototype de canon automoteur soviétique développé sur la base du char lourd T-100 (en) (lui-même un prototype). Il était destiné à détruire les fortifications ennemies et à neutraliser les défenses anti-char. Il était pour cela équipé d'un canon naval B-13-S2 (en) modifié de 130 mm. Un seul prototype a été fabriqué en 1940, durant la guerre d'Hiver contre la Finlande. Le SU-100Y n'a jamais été produit en série, mais le prototype a été utilisé durant la bataille de Moscou.